# Decatur (Illinois)
Decatur è una città degli Stati Uniti d'America, nella contea di Macon, nello Stato dell'Illinois. Situata sul fiume Sangamon e presso il lago Decatur, nella parte centrale dello Stato.

## Amministrazione

### Gemellaggi
- Seevetal, dal 1975
- Tokorozawa, dal 1978